# Famille de Pommereul
 (janvier 2025).
Si vous disposez d'ouvrages ou d'articles de référence ou si vous connaissez des sites web de qualité traitant du thème abordé ici, merci de compléter l'article en donnant les références utiles à sa vérifiabilité et en les liant à la section « Notes et références ».
La famille de Pommereul, olim Pommereul, est une famille éteinte de la noblesse française, originaire de Bretagne, maintenue en 1667.

## Histoire
La famille de Pommereul est maintenue en 1667.
Cette famille s'est éteinte en ligne agnatique en 1904 avec Henri-Charles-Jean, 3e baron de Pommereul.

## Personnalités
- Elisabeth Julienne Dugage de Pommereul (1733 - 1782), botaniste
- François René Jean de Pommereul (1745 - 1823), militaire et préfet. Cousin de la précédente.
- Gilbert de Pommereul (1774 - 1860), militaire. Fils du précédent.

## Généalogie
- Louis François Pommereul (1711-1751), Procureur du Roi, sieur de La Gaumerais. Épouse Renée Anne Bichon.
  - François René Jean de Pommereul (1745-1823), Général de division, préfet du Nord (1805-1810), conseiller d'État, baron de l'empire. Épouse Anne Josèphe Martin d'Aumont.
    - Gilbert de Pommereul (1774-1860), 2e baron de Pommereul. Épouse Sidonie Charlotte Marie Novel de La Touche.
    - Louis (1776-1842), Chef d'escadron de cavalerie, conseiller général du Morbihan. Épouse Eugénie Bameulle de Liesse.
    - Jacques Henri François (1778-1833), Capitaine de dragons. Épouse Caroline Nouël de La Touche.
      - Henri (1830-1904), Conseiller général d'Ille-et-Vilaine, 3e baron de Pommereul. Épouse Sidonie MacDonald de Tarente.

## Armoirie
Écartelé : au 1 d'or à une plante de fougère de sinople ; au 2 des barons-préfets à la bordure d'hermine ; au 3 de gueules au pommier d'argent tigé et feuillé de sinople posé en barre ; au 4 d'azur au tube de canon posé en barre et à la plume posée en bande, le tout d'argent et posé en sautoir.[réf. nécessaire]

## Titres
- Sieur des Longrais, de Moulins, de Chapelle et de La Gaumerais.[réf. nécessaire]
- Baron de l'Empire (1810)[réf. nécessaire].